# Phaedyma kangeana
Phaedyma kangeana är en fjärilsart som beskrevs av Hans Fruhstorfer 1905. Phaedyma kangeana ingår i släktet Phaedyma och familjen praktfjärilar. Inga underarter finns listade i Catalogue of Life.